# Рокуэлл (тауншип, Миннесота)
Рокуэлл (англ. Rockwell) — тауншип в округе Норман, Миннесота, США. На 2000 год его население составило 78 человек.

## География
По данным Бюро переписи населения США площадь тауншипа составляет 83,7 км², из которых 83,7 км² занимает суша, водоёмов нет.

## Демография
По данным переписи населения 2000 года здесь находились 78 человек, 30 домохозяйств и 24 семьи. Плотность населения —  0,9 чел./км². На территории тауншипа расположено 33 построек со средней плотностью 0,4 построек на один квадратный километр. Расовый состав населения: 93,59 % белых и 6,41 % приходится на две или более других рас.
Из 30 домохозяйств в 30,0 % воспитывались дети до 18 лет, в 80,0 % проживали супружеские пары, в 3,3 % проживали незамужние женщины и в 16,7 % домохозяйств проживали несемейные люди. 16,7 % домохозяйств состояли из одного человека, при том ни в одном из них не проживали одинокие пожилые люди старше 65 лет. Средний размер домохозяйства — 2,60, а семьи — 2,92 человека.
28,2 % населения — младше 18 лет, 2,6 % — в возрасте от 18 до 24 лет, 21,8 % — от 25 до 44, 33,3 % — от 45 до 64, и 14,1 % — старше 65 лет. Средний возраст — 40 лет. На каждые 100 женщин приходилось 116,7 мужчин. На каждые 100 женщин старше 18 приходилось 115,4 мужчин.
Средний годовой доход домохозяйства составлял 40 500 долларов, а средний годовой доход семьи —  43 750 долларов. Средний доход мужчин —  27 292  доллара, в то время как у женщин — 23 750. Доход на душу населения составил 19 917 долларов. За чертой бедности не находилась ни одна семья и 4,6 % всего населения тауншипа.